# Kempella
Kempella is een geslacht van kreeftachtigen uit de klasse van de Malacostraca (hogere kreeftachtigen).

## Soorten
- Kempella mikado (Kemp & Chopra, 1921)
- Kempella stridulans (Wood-mason, 1894)